# João Raul Petralifa
João Comneno Ducas Ângelo Raul Petralifa (em grego: Ἱωάννης Κομνηνός Δούκας Ἄγγελος Πετραλίφας Ῥαούλ; romaniz.: Ioánnis Komninós Doúkas Ángelos Petralífas Raoul; m. ca. 1274) foi um nobre bizantino e comandante militar durante o reino do imperador Miguel VIII Paleólogo (r. 1259–1282).

## História
João foi o filho mais velho de Aleixo Raul e sua esposa, sobrinha de nome desconhecido do imperador de Niceia João III Ducas Vatatzes (r. 1221–1254). Ele teve três outros filhos, dos quais dois são conhecido o nome, os pincernas Manuel e Isaac. João, como todas as famílias da aristocracia tradicional, sofreu sob Teodoro II Láscaris (r. 1254-1258), que procurou reduzir o poder e influência da nobreza, favorecendo homens de origem humilde, dentre os quais estavam os irmãos Muzalon. A irmã mais jovem de João foi casada pelo imperador com Andrônico Muzalon, irmão do protegido imperial Jorge Muzalon, enquanto João e seus irmãos foram presos (a data exata não é clara).
Consequentemente, a família apoiou ativamente o assassinato dos irmãos Muzalon em 1258, após a morte de Teodoro II. Após a subsequente usurpação de Miguel VIII Paleólogo (r. 1259-1282), eles foram recompensados com altos cargos do Estado: seguindo seus sucessos militares dos anos seguintes, João foi nomeado protovestiário (1261/1262), herdando o título de Jorge Muzalon. Em 1259, Miguel enviou João juntamente com João Paleólogo e Aleixo Estrategópulo em uma campanha contra a aliança epirota-aqueia na Macedônia, que terminou com a decisiva vitória nicena na batalha de Pelagônia. Após a vitória, Aleixo e João Raul marcharam contra o Epiro, capturando Arta e sitiando Janina. Suas realizações, entretanto, foram rapidamente desfeitas por João Ducas, o filho bastardo do governante Miguel II Comneno Ducas do Epiro. Nada mais é sabido sobre ele, exceto que ele morreu cerca de 1274.
Em 1261, João casou com Teodora Paleóloga Cantacuzena, filha de João Comneno Ângelo Cantacuzeno e Irene Comnena Paleóloga (irmã de Miguel VIII), viúva de Jorge Muzalon. Com ela teve ao menos duas filhas, Irene e Ana Raulena, e um filho, Aleixo Raul. Irene casou-se com o porfirogênito Constantino Paleólogo, o terceiro filho do imperador Miguel VIII, enquanto Ana casou-se com um membro da família Estrategópulo e posteriormente tornou-se uma freira com o nome Antônia.